# Algerri
Algerri – gmina w Hiszpanii, w prowincji Lleida, w Katalonii, o powierzchni 54,12 km². W 2011 roku gmina liczyła 438 mieszkańców.